# Santos Ruiz Bermúdez
Santos Ruiz Bermúdez (Madrid, 28 de juny de 1936 - Madrid, 27 de abril de 2022) va ser un ciclista espanyol que combinà la carretera amb el ciclocròs.

## Palmarès
- 1962
  - 3r al Campionat d'Espanya de ciclocròs
  - 3r a la Clàssica als Ports de Guadarrama
  - 9è al Campionat del món de ciclocròs
- 1963
  - 2n al Campionat d'Espanya de ciclocròs
- 1967
  - 2n al Campionat d'Espanya de ciclocròs